# Алтинди (Буландинський район)
Алтинди́ (каз. Алтынды) — село у складі Буландинського району Акмолинської області Казахстану. Адміністративний центр Алтиндинського сільського округу.
Населення — 643 особи (2021; 1011 у 2009, 1270 у 1999, 1491 у 1989).
Національний склад станом на 1989 рік:
- росіяни — 49 %;
- казахи — 26 %.

До 2006 року село називалося Даниловка.